# Robert E. Hopkins
Pour les articles homonymes, voir Hopkins.
Robert E. Hopkins est un scénariste américain né le 21 septembre 1886 à Ottawa, Kansas (États-Unis), mort le 22 décembre 1966 à Hollywood (Californie).

## Filmographie partielle
- 1926 : The Better 'Ole de Charles Reisner
- 1926 : The Carnival Girl
- 1928 : Wickedness Preferred (en)
- 1928 : The Smart Set de Jack Conway
- 1928 : Brotherly Love de Charles Reisner
- 1928 : Circus Rookies
- 1928 : Detectives (film, 1928)
- 1928 : Shadows of the Night
- 1928 : Honeymoon
- 1929 : Chinoiseries (China Bound) de Charles Reisner
- 1929 : Hollywood chante et danse (The Hollywood Revue of 1929)
- 1930 : Chasing Rainbows
- 1930 : Kiddie Revue
- 1930 : Pension de famille (Caught Short) de Charles Reisner
- 1930 : Love in the Rough
- 1930 : La Bande fantôme (Remote Control)
- 1931 : Jackie Cooper's Birthday Party
- 1931 : Stepping Out
- 1931 : Élection orageuse (Politics) de Charles Reisner
- 1931 : Reducing de Charles Reisner
- 1931 : Flying High de Charles Reisner
- 1931 : Rumba d'amour (The Cuban Love Song)
- 1933 : The Chief
- 1937 : Saratoga

## Nominations
- Oscars du cinéma 1937 : Oscar de la meilleure histoire originale pour San Francisco